# Абай (місто)
Аба́й (каз. Абай) — місто, центр Абайського району Карагандинської області Казахстану. Адміністративний центр та єдиний населений пункт Абайської міської адміністрації.
Населення — 28602 особи (2021; 25550 у 2009, 33066 у 1999, 46533 у 1989).
Етнічний склад: казахи — 21,4 %, росіяни — 54,0 %, інші — 24,6 %.
До 1961 року місто мало статус селища і називалось Чурубай-Нура.
Назване на честь казахського поета Абая Кунанбаєва (1845–1904).
Місто розташоване поблизу залізничної станції Карабас на лінії Астана—Алмати, за 30 кілометрів на південний захід від Караганди. Деревообробний комбінат та інші підприємства. Видобуток вугілля та вапняку.
У місті народився Підгородецький Анатолій Миколайович — радянський і український артист музичної комедії.